# Danielle Rauen
Danielle Rauen, née le 18 décembre 1997, est une pongiste handisport brésilienne concourant en classe 9. Aux Jeux, elle est médaillée de bronze par équipes en 2016 et 2020.

## Carrière
Lors des Jeux paralympiques d'été de 2020, Daniele Rauen remporte la médaille de bronze par équipes classe 6-10 avec Bruna Costa Alexandre, battue en demi-finale par les Polonaises Natalia Partyka et Karolina Pęk. Elles avaient déjà décroché le même métal aux Jeux de 2016.

## Palmarès

### Jeux paralympiques
- médaille de bronze par équipes classe 6-10 aux Jeux paralympiques d'été de 2016 à Rio de Janeiro
- médaille de bronze par équipes classe 9-10 aux Jeux paralympiques d'été de 2020 à Tokyo